# 沈阳汇理银行大楼
沈阳汇理银行大楼是法资东方汇理银行在中国沈阳建造的分行大楼，其旧址位于辽宁省沈阳市和平区市府大路167号。目前，该建筑是辽宁省文物保护单位。

## 历史沿革
东方汇理银行曾于1875年在法国注册成立，总部设在法国巴黎。1917年，汇理银行设立奉天支行，主要给奉天地区的法国工矿企业提供金融贸易和信贷等金融服务。1924年，汇理银行在奉天商埠地内建造分行大楼。九一八事变后，汇理银行因系法资企业而关闭。满洲国时期，汇理银行大楼改为警察署用地。中华人民共和国成立后，大楼归公安部门使用。目前，大楼被沈阳市公安局刑警支队占用。2008年10月27日，汇理银行奉天支行旧址被列为第三批沈阳市文物保护单位。2014年10月17日，汇理银行奉天支行旧址被列为第九批辽宁省文物保护单位。

## 建筑特点
沈阳汇理银行大楼占地面积6700平方米，建筑面积1135平方米，是一座典型的法国风格建筑。大楼采用砖混结构，地上三层，地下一层。大楼建筑风格庄重、形式对称，带有仿古情调。建筑采用了孟莎式屋顶（Mansard roof），屋顶铺设绿色鱼鳞状铁皮瓦，坡度变化明显：上部较为平缓且面积较小，下部则更为陡峭且面积较大。屋顶上设有圆形的老虎窗。在外墙面处理上，该建筑仿效文艺复兴时期的手法。底层外墙贴面使用仿天然石块，材质粗犷，石块之间勾有宽缝。主体墙体则采用红砖砌筑。